# Боровик, Фёдор Ильич
Фёдор Ильич Борови́к (р. 28 апреля 1937, Красноград, Харьковская область) — советский и украинский архитектор, член-корреспондент АА Украины (1994), лауреат Государственной премии Украины в области архитектуры (1997), член Национального союза архитекторов Украины с 1975 года, заслуженный архитектор УССР (1987)

## Биография
Родился 1937 году в Краснограде (ныне Харьковская область, Украина). Отец Илья Антонович (1894—1979), мать Фёкла Антоновна (1893—1982). Женат — жена Галина Алексеевна (1955), имеет две дочери — дочери Елену (р. 1966) и Оксану (р. 1974).
Окончил среднюю школу в Варваровке 1954 году. Учился в КГХИ, архитектурный факультет, который окончил в 1960 году.
В 1960—1963 — архитектор, старший архитектор отдела типового проектирования института «Киевпроект».
В 1963—1998 — руководитель группы, главный архитектор проекта, руководитель отдела, руководитель архитектурно-конструкторского бюро, начальник архитектурно-планировочной мастерской, Киевского зонального НИИ типового и экспериментального проектирования (КиевЗНИИЭП).
Работал в ОАО ДСК-3 (Открытое акционерное общество «Домостроительный комбинат № 3») «Киевгорстроя», с 1998 года — главный архитектор проектов.
Участник ликвидации последствий аварии на Чернобыльской АЭС (1986—1987). Занесен в книгу трудовой славы Киева (1979). Почетный гражданин Славутича (1997).

## Творческое наследие
Примкнул в составе коллектива к сооружению в Киеве:
- 1969—1977 — Республиканский дом потребительской кооперации в Ташкенте,
- 12-этажный полукруглый крупнопанельный жилой дом на 1152 квартиры в Киеве,
- 1974 — Дом кино,
- 1976—1986 — застройка жилого района «Театральный спуск» в Ростове-на-Дону,
- серия 12-16-этажных крупнопанельных домов в Киеве (1976—) и Одессе (1980-),
- 1983 — жилой массив Теремки-1,
- 1988—1991 — город Славутич,

## Награды
- заслуженный архитектор УССР (1987)
- заслуженный строитель Узбекской ССР (1978)
- Государственная премия РСФСР в области архитектуры (1991) — за градостроительный комплекс № 3 в городе Славутич Киевской области Украины
- Государственная премия Украины в области архитектуры (1997)
- орден «Знак Почёта» (1981)
- орден Трудового Красного Знамени (1986)
- орден Дружбы народов (1989)
- медали
- Золотая, Серебряная, 4 Бронзовые медали ВДНХ
- Почётная грамота Академии строительства Украины.